# Torre Insignia
La Torre Insignia, nota pure come torre Banobras, è un edificio che si trova tra via Ricardo Flores Magon e Avenida de los Insurgentes Tlatelolco a Città del Messico, fa parte del Conjunto Urbano Presidente Adolfo López Mateos, più conosciuto come Tlatelolco, progettato nella sua totalità dall'architetto messicano Mario Pani.
Abbandonata dalla banca Banobras nel 1985, a seguito del terremoto che devastò Città del Messico, la torre in anni recenti è stata ristrutturata ed ora ospita uffici della Segreteria di Educazione Pubblica (SEP).

## La struttura
La torre ha una altezza di 127 metri ed è costruita nella forma di una piramide allargata, si è convertita in un'icona della città e in special modo nella Avenida de los Insurgentes.
- L'area totale del grattacielo è di 24000 metri quadrati.

- La sua costruzione fu iniziata nel 1959 e terminata nel 1962.

- Ha sopportato 8 terremoti maggiori: quello del 19 settembre 1985 (8.1 Richter) quello del 1995 (7.7), quello del 1999 (7.4) quello del 2003 (7.7), quello del 13 aprile 2007 (6.3), quelli del 27 aprile (5.7) e 22 maggio 2009 (5.9), quello del 22 marzo 2012 (7.8) e quello del 19 settembre del 2017 (7.1) senza subire danni.

È stato progettato per resistere a scosse fino a 8.5 della scala Richter ed è considerato uno degli edifici più sicuri di Città del Messico.
- A lato della torre passa il Metrobus di Città del Messico.